# Babax
A Babax a madarak osztályának verébalakúak (Passeriformes) rendjébe és a  Leiothrichidae családjába tartozó nem. Egyes szervezetek a Pterorhinus sorolják ezeket a fajokat is.

## Rendszerezésük
A nemet Armand David francia zoológus írta le 1875-ben, jelenleg az alábbi 4 fajt sorolják ide:
- óriásbabax (Babax waddelli[2] vagy Pterorhinus waddelli)[1]
- tibeti babax (Babax koslowi[2] vagy Pterorhinus koslowi)[1]
- Babax woodi[2] vagy Pterorhinus woodi[1]
- kínai babax (Babax lanceolatus[2] vagy Pterorhinus lanceolatus)[1]

## Előfordulásuk
Dél- és Délkelet-Ázsia területén honosak. A természetes élőhelye erdők, legelők és cserjések. Állandó, nem vonuló fajok.

## Megjelenésük
Testhossza 27,5-33,5 centiméter közötti.